# Svenske film fra før 1930'erne
Dette er en liste over de tidligste film fremstillet i  Sverige  meste stumfilm før 1930. For en alfabetisk liste over alle Svenske film der i øjeblikket er på Wikipedia se Kategori:Film fra Sverige
| Svensk titel                | Engelsk titel                  | Filminstruktør                      | Medvirkende                      | Genre                      | Noter            |
| --------------------------- | ------------------------------ | ----------------------------------- | -------------------------------- | -------------------------- | ---------------- |
| 1912                        |                                |                                     |                                  |                            |                  |
| Ett hemligt giftermål       | A Ruined Life                  | Victor Sjöström                     |                                  |                            | Sjöström's debut |
| 1913                        |                                |                                     |                                  |                            |                  |
| Ingeborg Holm               |                                | Victor Sjöström                     | Hilda Borgström                  | Drama                      |                  |
| 1916                        |                                |                                     |                                  |                            |                  |
| Dödskyssen                  | Kiss of Death                  | Victor Sjöström                     | Victor Sjöström                  |                            |                  |
| Vingarne                    | The Wings                      | Mauritz Stiller                     | Egil Eide, Lars Hanson           | Drama                      |                  |
| 1917                        |                                |                                     |                                  |                            |                  |
| Terje Vigen                 | A Man There Was                | Victor Sjöström                     | Victor Sjöström                  | Drama                      |                  |
| Tösen från Stormyrtorpet    | The Lass from the Stormy Croft | Victor Sjöström                     |                                  |                            |                  |
| 1918                        |                                |                                     |                                  |                            |                  |
| Berg-Ejvind och hans hustru | The Outlaw and His Wife        | Victor Sjöström                     | Victor Sjöström, Edith Erastoff  | Drama, History             |                  |
| 1919                        |                                |                                     |                                  |                            |                  |
| Herr Arnes pengar           | Sir Arne's Treasure            | Mauritz Stiller                     | Richard Lund, Mary Johnson       | Drama, History             |                  |
| Ingmarssönerna              |                                | Victor Sjöström                     |                                  |                            |                  |
| 1920                        |                                |                                     |                                  |                            |                  |
| Erotikon                    |                                | Mauritz Stiller                     | Anders de Wahl, Tora Teje,       | Comedy                     |                  |
| Karin Ingmarsdotter         |                                | Victor Sjöström                     |                                  |                            |                  |
| Klostret i Sendomir         | The Monastery of Sendomir      | Victor Sjöström                     |                                  |                            |                  |
| Prästänkan                  | The Parson's Widow             | Carl Theodor Dreyer                 |                                  | Comedy, Drama              |                  |
| 1921                        |                                |                                     |                                  |                            |                  |
| Johan                       | The Rapids of Life             | Mauritz Stiller                     |                                  |                            |                  |
| Körkarlen                   | The Phantom Carriage           | Victor Sjöström                     | Victor Sjöström, Hilda Borgström | Horror, Romance            |                  |
| 1922                        |                                |                                     |                                  |                            |                  |
| Häxan                       | Witchcraft Through The Ages    | Benjamin Christensen                |                                  | Horror, Pseudo-documentary |                  |
| 1923                        |                                |                                     |                                  |                            |                  |
| Gunnar Hedes saga           | The Story of Gunnar Hede       | Mauritz Stiller                     | Einar Hanson, Mary Johnson       | Drama                      |                  |
| 1924                        |                                |                                     |                                  |                            |                  |
| Gösta Berlings saga         |                                | Mauritz Stiller                     | Greta Garbo, Lars Hanson         | Drama, Romance             |                  |
| 1925                        |                                |                                     |                                  |                            |                  |
| Karl XII                    |                                | John W. Brunius                     | Gösta Ekman (senior)             | Drama, History             |                  |
| 1926                        |                                |                                     |                                  |                            |                  |
| Flickan i Frack             |                                | Karin Swanström                     | Einar Axelsson, Magda Holm       |                            |                  |
| 1927                        |                                |                                     |                                  |                            |                  |
| En perfekt gentleman        |                                | Vilhelm Bryde, Gösta Ekman (senior) | Gösta Ekman (senior)             | Drama, Comedy              |                  |
| 1928                        |                                |                                     |                                  |                            |                  |
| Gustaf Wasa                 |                                | John W. Brunius                     | Gösta Ekman (senior)             | Drama, History             |                  |
| 1929                        |                                |                                     |                                  |                            |                  |
| Den Starkaste               |                                | Alf Sjöberg                         |                                  |                            |                  |